# Tormento (rapero)
Tormento, seudónimo de Massimiliano Cellamaro (Regio de Calabria, 6 de septiembre de 1975), es un rapero y productor discográfico italiano, hermano de los raperos Esa y Marya.

## Biografía
Nacido en Regio de Calabria, a donde luego dedicó la canción Da dove scrivo, en referencia sobre todo a su casa de infancia cerca del "parque de via Melacrino", de padre originario de Cerignola y madre de Reggio, siguiendo los frecuentes traslados de la familia creció entre Varese, Novara, Castellana Grotte y Génova. Su influencia musical fue el hip hop estadounidense, particularmente los raperos de la Costa Oeste y grupos como Tupac Shakur, Snoop Dogg y NWA; Además, entre sus escuchas hay mucho R&B y soul (Marvin Gaye, Al Green, Curtis Mayfield). Son experiencias auditivas que resultarán decisivas a la hora de influir en su producción musical: en particular, los modelos del hip hop serán una referencia constante para su primera producción como rapero para Sottotono; Su cultura y su vocación soul surgirán más a partir de su carrera en solitario.

## Carrera

### Sottotono
Tormento comienza su carrera en el grupo Sottotono, inicialmente formado por cuatro integrantes y luego reducido a dúo junto a Big Fish, quien produce las bases. Con su primer álbum, Sovrapovere sotto (1994) y el single La mia coccinella (que se convirtió en un éxito del verano y fue utilizado en la televisión. El álbum vendió más de 80 000 copias), el grupo logró un gran éxito. El segundo álbum, Sotto effetto stono (1996), editado por Warner, les trajo éxito con ventas superiores a 220 000 copias, doble platino y el premio revelación en el Festivalbar de 1997. En 1999 publicaron Sotto lo stesso effetto con otros éxitos, mientras que en 2001 participaron en San Remo con Mezze verità, no sin polémica y censura. Ese mismo año se lanzó el último álbum del grupo, ... In teoria, siempre lo publica Warner. En los años siguientes se lanzaron grandes éxitos y remixes.

### Carrera en solitario
Desde que Sottotono dejó de tocar en 2002, Tormento comenzó una carrera en solitario, utilizando también el seudónimo de Yoshi Torenaga. Comenzó con el EP Una nuova visione del mondo y el álbum Il mondo dell'illusione (2004), expresando resentimiento hacia la industria musical y los falsos amigos. En 2006 publicó el álbum doble Il mio diario, dividido en dos partes -una más rap y otra más soul-, al que siguieron trabajos como Alibi (2007), Rabbia (2009) y No Escape (2011). Al mismo tiempo, en la primavera de 2008, Tormento colaboró con su hermano Esa para el proyecto Siamese Brothers. Juntos lanzaron un álbum homónimo, seguido de un EP (Siamesi Show Down, 2009) y un segundo álbum (La macchina del funk, 2010), que contó con la participación de varios artistas de la escena hip hop italiana. En 2014 se publicó el video de la canción Mantenere, producido por DJ Squarta y extraído del álbum El micro de oro de Primo Brown y Tormento, en marzo de 2014. Al mes siguiente se lanzó el segundo sencillo Per stare fresco producido por Fritz da Cat. También en 2014 participó en el documental Numero zero - Alle origine del rap italiano, que cuenta los orígenes del hip hop italiano. El 3 de junio de 2015 lanzó su cuarto álbum de estudio en solitario Dentro e Fundo bajo el sello Thaurus. En 2019 regresó a la escena musical con el single Acqua su Marte, en colaboración con J-Ax, seguido el 26 de julio por 2 gocce di vodka y el 22 de noviembre por Per questo che ne so, grabado con la colaboración de Tiromancino.
En 2021 se toma un descanso de la actividad en solitario para el nuevo álbum de Sottotono Originali, editado por Island Records/Universal. En el álbum participan artistas como Tiziano Ferro, Guè, Marracash, Elodie, Luchè, CoCo, Coez, Fabri Fibra, Emis Killa, Jake La Furia. El álbum también cuenta con un verso póstumo de Primo Brown en la canción Cronici 2021. Tras el paréntesis de Sottotono, retoma sus publicaciones de singles, EP y vídeos, además de la incesante actividad en directo. En febrero de 2025 participó en el 75° Festival de San Remo, con la canción La mia parola de Shablo feat. Guè, Joshua y Tormento.

## Otras actividades

### RapCiclopedia
En junio de 2022 publicó junto con Matteo Politanò para Baldini+Castoldi: RapCiclopedia . La biografía de Tormento, protagonista de la escena del rap italiano desde la década de 1990, está entrelazada con la historia del nacimiento y auge de la cultura hip hop en Italia. Por eso, contar la historia de la vida de Tormento y cómo se desarrolla en el contexto de las diferentes épocas del rap es de hecho la oportunidad de construir una especie de enciclopedia no sólo de un género musical, sino también de todo un universo cultural de referencia. Tras debutar en 1996 con un álbum que supone un hito en el hip hop italiano, Sotto effetto stono, el rapero de Varese inicia un viaje de exploración musical amplio e internacional, introduciendo elementos del soul, el urban y el R&B en el panorama tradicional italiano. No sólo sus singles y álbumes (basta recordar un proyecto icónico como El Micro De Oro junto a Primo Brown), sino también la experiencia única del equipo Area Cronica han marcado la historia de la música rap y hip hop en Italia. Rapciclopedia es un viaje de veinte años a la vida de Tormento, a su música, a ese estilo underground que ha marcado a más de una generación: historias de vida vivida entre la calle y el jet-set, de grandes y fugaces amores, de amistades y desengaños, de grandes éxitos y riesgos, de experimentación y contrastes. Una historia, en definitiva, que tiene rasgos de película o de novela, pero es verdadera y capaz de marcar con sus vaivenes todo un panorama musical y existencial que todavía hoy tiene muchas cosas que decir.

### Sotto Effetto Podcast
"La luz del jet set produce sombras que no todos ven, pero si juegas a un juego durante mucho tiempo puedes aprender sus trucos. Quiero desvelarlos todos" (Tormento) es un viaje a la maleza de la música en busca de sus secretos. Para responder a las preguntas de cada episodio, Tormento ha involucrado a algunos de los artistas más brillantes de la escena italiana como Giorgia, Tiziano Ferro, J-Ax, Guè, Danno, Coez, Izi, Luché, Shablo, Ensi y Esa.

## Discografía

### Como solista
Álbumes de estudio
- 2004 – Il mondo dell'illusione (pubblicato come Yoshi)
- 2006 – Il mio diario
- 2007 – Alibi
- 2009 – Rabbia (pubblicato come Yoshi)
- 2011 – Nessuna eccezione - No Escape (con Lefty)
- 2013 – IXC -The Lost Album (pubblicato come Yoshi nell'anno 2021)
- 2014 – El micro de oro (con Primo Brown)
- 2015 – Dentro e fuori

EP
- 2002 – Una nuova visione del mondo (lanzada como Yoshi)
- 2024 – Petali e spine

Mixtape
- 2007 – Memories Tha Mixtape (con DJ Kamo)

### Con los Sottotono
- 1994 – Soprattutto sotto
- 1996 – Sotto effetto stono
- 1999 – Sotto lo stesso effetto
- 2001 – ...In teoria
- 2021 – Originali

### Con los Siamesi Brothers
- 2008 – Siamesi Brothers
- 2010 – La macchina del funk

## Filmografía

### Cine
- Semiautomática, dirigida por Aj Sikabony (1999)
- Zora la vampira, dirigida por Manetti Bros. (2000)
- Non smettere di sognare, dirigida por Roberto Burchielli (2009)
- Zeta - Una storia hip-hop, dirigida por Cosimo Alemà (2016)

### Documentales
- Materia viva, dirigida por Marco Falorni, Andrea Frassoni y Stefania Vialetto (Rai 3, 2023)